# Louis-Albert Bourgault-Ducoudray
Louis-Albert Bourgault-Ducoudray (ur. 2 lutego 1840 w Nantes, zm. 4 lipca 1910 w Vernouillet) – francuski kompozytor.

## Życiorys
Studiował w Konserwatorium Paryskim u Ambroise’a Thomasa. W 1862 roku zdobył Prix de Rome za kantatę Louise de Mézières. W 1869 roku założył w Paryżu amatorskie towarzystwo śpiewacze, zajmujące się propagowaniem muzyki dawnej. Wraz z nim wykonywał dzieła m.in. Jannequina, Palestriny, Lassa, Bacha i Händla. W 1874 roku odbył podróż do Grecji. Opracowywał ludowe melodie greckie, bretońskie i celtyckie, był m.in. autorem zbioru 30 mélodies populaires de Basse-Bretagne (1885). W latach 1878–1908 był wykładowcą historii muzyki w Konserwatorium Paryskim.
Skomponował m.in. opery L’Atelier de Prague (wyst. Nantes 1858), Thamara (wyst. Paryż 1891), Michel Colomb (wyst. Bruksela 1887), Anne de Bretagne (wyst. Nantes 1892) i Myrdhin (wyst. Nantes 1912), Le Carnaval d’Athènes i Rapsodie cambodgienne na orkiestrę, kantatę François d’Amboise (1866), Stabat Mater (1868).
Był autorem prac Souvenirs d’une mission musicale en Grèce et en Orient (Paryż 1876) i Conférence sur la modalité dans la musique grecque (Paryż 1876).